# Шараповское сельское поселение (Тверская область)
Шара́повское се́льское поселе́ние — упразднённое муниципальное образование в составе Западнодвинского района Тверской области, существовавшее в 2005 — 2020 годах.
Центр поселения — деревня Севостьяново

## Географические данные
- Общая площадь: 463,6 км²
- Нахождение: восточная часть Западнодвинского района
  - Граничит:
    - на севере — с Западнодвинским СП
    - на востоке — с Жарковским районом, Жарковское СП и Новосёлковское СП
    - на юге — с Ильинским СП
    - на западе — с Бенецким СП

Основная река — Западная Двина. По территории поселения протекают реки Коротышка, Светлый, расположены озёра Вережун (частично) и Хотуино.

## История
В XIX — начале XX века территория поселения относилась к 4 уездам 3 губерний: к Бельскому и Поречскому уездам Смоленской губернии, Торопецкому уезду Псковской губернии и Велижскому уезду Витебской губернии. После ликвидации губерний в 1929 году территория поселения вошла в Западную область. С 1935 года северная часть поселения входила в Октябрьский район Калининской области, а южная часть в Ильинский район Смоленской области. С 1944 по 1957 год Октябрьский и Ильинский районы относились к Великолукской области. С 1957 вся территория поселения в составе Калининской области. С 1963 года — в составе Западнодвинского района.
Шараповское сельское поселение образовано в 2005 году, включило в себя территории Севостьяновского и Шараповского сельских округов.
Законом Тверской области от 23.04.2020 № 19-ЗО муниципальное образование было упразднено с включением всех населённых пунктов в состав  Западнодвинского муниципального округа.

## Население
| 2010 | 2011 | 2012 | 2013 | 2014 | 2015 | 2016 | 2017 | 2018 |
| ---- | ---- | ---- | ---- | ---- | ---- | ---- | ---- | ---- |
| 610  | ↘603 | ↘571 | ↘560 | ↘545 | ↘520 | ↗523 | ↘507 | ↘491 |
| 2019 | 2020 |      |      |      |      |      |      |      |
| ↘481 | ↘465 |      |      |      |      |      |      |      |

## Населенные пункты
На территории поселения находятся следующие населённые пункты:
| №  | Тип нп | Название     | Население (2008 год) |
| -- | ------ | ------------ | -------------------- |
| 1  | дер.   | Шарапово     | 267                  |
| 2  | дер.   | Акатьково    | 5                    |
| 3  | дер.   | Быково       | 4                    |
| 4  | дер.   | Вировское    | 3                    |
| 5  | дер.   | Гороваха     | 9                    |
| 6  | дер.   | Гороховка    | 2                    |
| 7  | пос.   | Дачный       | 37                   |
| 8  | дер.   | Ломти        | 13                   |
| 9  | дер.   | Лучки        | 0                    |
| 10 | дер.   | Моисеевка    | 0                    |
| 11 | дер.   | Морозово     | 16                   |
| 12 | дер.   | Осиновка     | 1                    |
| 13 | дер.   | Пашково      | 0                    |
| 14 | дер.   | Романово 1-е | 1                    |
| 15 | дер.   | Романово 2-е | 2                    |
| 16 | дер.   | Сазоново     | 0                    |
| 17 | дер.   | Селечня      | 6                    |
| 18 | дер.   | Скрабы       | 7                    |
| 19 | дер.   | Шлыки        | 16                   |
| 20 | дер.   | Севостьяново | 98                   |
| 21 | дер.   | Андреевское  | 0                    |
| 22 | дер.   | Баево        | 19                   |
| 23 | дер.   | Брод         | 45                   |
| 24 | дер.   | Ковали       | 7                    |
| 25 | дер.   | Коротыша     | 107                  |
| 26 | дер.   | Михалево     | 5                    |
| 27 | дер.   | Павлова Лука | 1                    |
| 28 | дер.   | Селиба       | 0                    |
| 29 | дер.   | Селище       | 95                   |
| 30 | дер.   | Солово       | 10                   |
| 31 | дер.   | Соковичено   | 0                    |
| 32 | дер.   | Трубники     | 40                   |
| 33 | дер.   | Цикорево     | 48                   |
| 34 | дер.   | Шарково      | 0                    |

### Бывшие населенные пункты
В 2000 году исключены из учетных данных деревни Демидово и Похомово.
Ранее на территории поселения исчезли деревни Можайцево, Скоблино, Кожино, Поярково, Церковище, Крысы, Читорейка, Зуи и др.;